# Haltichella nipponensis
Haltichella nipponensis är en stekelart som beskrevs av Akinobu Habu 1960. Haltichella nipponensis ingår i släktet Haltichella och familjen bredlårsteklar. Inga underarter finns listade i Catalogue of Life.